# クラスメイトの女子、全員好きでした
『クラスメイトの女子、全員好きでした』（クラスメイトのじょし ぜんいんすきでした）は、爪切男によるエッセイ作品。集英社のウェブメディア『よみタイ』にて2019年11月11日から2020年9月10日まで連載された後、2021年4月26日に同社より単行本が出版された。その後、2024年5月21日には文庫版が出版された。
2024年7月11日から9月12日まで、読売テレビの制作により日本テレビ系列にてテレビドラマが放送された。放送は全10回。最終回放送直後に10.5話「クラスメイトの女子、やっぱり全員好きでした」がhulu限定で配信された。

## 書誌情報
- 爪切男 『クラスメイトの女子、全員好きでした』
  - 単行本：2021年4月26日発売[3]、集英社、ISBN 978-4-08-788056-4
  - 文庫本：2024年5月21日発売[4]、集英社文庫、ISBN 978-4-08-744647-0

## テレビドラマ
2024年7月11日から9月12日まで読売テレビ製作・日本テレビ系列の「木曜ドラマ」枠にて放送された。主演はドラマ初主演となる木村昴。

### キャスト

#### 主要人物
枝松脛男（えだまつ すねお）〈13・37〉
演 - 木村昴（13歳のスネオ：及川桃利）
主人公。主な収入源は害虫駆除のアルバイト。小説家志望。ある日、中学時代に埋めたタイムカプセルの中身が送られてくるが、そこに間違って入っていた誰かのノートに書かれた小説を盗作して新人文学賞に応募してしまう。すると、その小説「春と群青」が賞を受賞してしまい、一躍人気作家になってしまう。
片山美晴（かたやま みはる）〈34〉
演 - 新川優愛
出版社「鋭心社」文芸部の編集者。枝松の担当編集者。ずっと事務職をしていたが、3年前に念願の編集部員になったので年下の編集者には少しなめられている。今まで担当した作家がみなダメになっており、「才能クラッシャー」と言われているため、脛男を絶対に作家として成功させたいと思っている。
実際は小説愛が強く、仕事も手を抜かない。今の所、運がなくて結果を出せていない。

#### 殿山中学

##### 教員
岡部英二〈44〉
演 - チャンカワイ
スネオの担任。英語教師。喋る時に唾を大量に飛ばす。

##### クラスメイト
殿山中学のスネオのクラスメイト。
（以降、公式ホームページの相関図に倣い、中学時代の脛男をスネオ、現代の脛男は脛男と表記する。）
谷口茜
演 - 石井友奈
第1話のヒロイン。スネオと共にベルマーク委員をしていた。学校でよく居眠りをしており、「ナマケモノ」と呼ばれていた。
脛男曰く、「ベルマークKISS茜」。
橘文香
演 - 三宅りむ
第2話のヒロイン。実家が酒屋で配達の手伝いをしているため力がとても強く、悪ガキ三人組からも恐れられている。ソフトボール部を辞めて、スネオと同じ陸上部に入部してくる。
脛男曰く、「ジャイアント文香」。
白川梓
演 - 石川令菜
第3話のヒロイン。体調のせいか、よく吐いていた。悪ガキにつけられたあだ名は「キャベ」。
脛男曰く、「宇宙で一番美しいゲロ」。
杉浦崇
演 - 椎名遼
第4話のヒロイン（?）。女子に人気がある。蟻を虐殺するなど、少し残酷な面もある。ある日、突然不登校になる。
脛男曰く、「乙女の不登校児」。
パトリシア
演 -  アメリD
第5話のヒロイン。貿易関係の仕事をしていて世界中飛び回っている父の都合で、殿山中学に転校してくる。日本語はまったく喋れない。ねるねるねるねを食べたい、と願っている。
脛男曰く、「ねるねるねるね姫」。
高城優子
演 - 藤戸野絵
第6話のヒロイン。霊感が強く、幽霊が見える。スネオに憑いている霊を除霊してあげる、と言ってくる。
脛男曰く、「霊感少女」。
志村華
演 - 村山輝星
第7話のヒロイン。病気でもないのに眼帯を付けて登校し注目を浴びたクラスメイト。スネオがその嘘を見破ったことで仲が深まった。
脛男曰く、「嘘つき独眼竜」。
佐藤瑠美子
演 - 金田静奈
第8話のヒロイン。人前で話すのが苦手。スネオにバク転を見て欲しいと頼まれたことがきっかけとなり、距離が縮まった。
脛男曰く、「地蔵の佐藤」。
河野美穂
演 - 早乙女七海
学級委員長。

三宅健太郎
演 - 木村舷碁
悪ガキ三人衆。中心にいる子。
小竹亮
演 - 梅津陽
悪ガキ三人衆。
麻生達也
演 - 山下徳大
悪ガキ三人衆。
田代加奈
演 - 宮内星莉
本編で目立った活躍は無かったが、配信限定の10.5話でヒロインを務める。
脛男曰く、「空手少女」。

クラスメイト
演 - 西田一咲（役名：吉田昴）、阪口陽南（役名：尼川功史朗）、橋口瑚子（役名：片岡理恵）、中西優太朗（役名：金田武彦）、後藤志暢（役名：上川洋平）、村上秋峨（役名：末永史也）、高畠一織（役名：鈴木大成）、山下玲空（役名：永瀬雄一郎）、竹村あやか（役名：浜崎沙織）、細川結香（役名：林香澄）、本多陽登（役名：松重翔太）、舩附純白（役名：吉沢さつき）、坂槇莉緒（役名：脇田由香）

#### 周辺人物
金子充（かねこ みつる）〈31〉
演 - 前原滉
脛男の害虫駆除バイトの後輩で隣の部屋に住んでいる。小劇団所属の舞台俳優でもある。脛男が書いた小説が盗作であることを一番最初に知る人物。 お調子者でトラブルメーカー。
猫魔里菜（ねこま りな）〈27〉
演 - 結城モエ
美晴の職場の後輩。
文芸部の優秀な若手編集者。入社時から編集で、その歴が長いため、先輩の美晴を少し下に見ている。
梅本卓磨（うめもと たくまろ）〈51〉
演 - 阪田マサノブ
「鋭心社」文芸部、『月刊・鋭心』編集長。事なかれ主義で、良い人に思われたいため、物腰は柔らかい。問題やスキャンダルを抱える作家のクビは容赦なく切る。セクハラ発言が多く、女性部員から少し疎まれている。
枝松富士夫（えだまつ ふじお）〈43・68〉
演 - 皆川猿時
脛男の父。借金を抱えており、自宅で内職もしている。元学生アマレスの選手。スネオと2人暮らし。
編集者
演 - 岡田雄樹（役名：西川雄一）、橘美緒（役名：原田）、吉舎聖史（役名：松山）、もべたいら、石本悠帆、米田紗弥花
鋭心社『月刊・鋭心』の編集者。美晴の同僚。

#### その他
篠宮わかば
演 - 太田結乃
元子役スター。態度が悪いと噂になり、引退している。

#### ゲスト

##### 第1話
配達員 (10.5話＝田代加奈）
演 - 加藤千尋（第2話）
脛男に荷物を配達にくるミツバチ便の配達員。
配信限定の10.5話で元クラスメイトの空手少女・田代加奈と明かされる。
三浦
演 - 西優行
隣の中学に通う年上の中学生。スネオのベルマーク集めを手伝ってくれる。
記者
演 - 鈴木ふみ奈、中川わさ美
記者会見で脛男に質問する女性記者。
谷口隆夫、正夫、光夫
演 - 山田忠輝、安部金志、浅沼成
茜の弟たち。

##### 第2話
坂上文香〈37〉
演 - 野呂佳代（第3話・第8話 - 最終話）
現在の橘文香。結婚して子どもがいる。
カメラマン
演 - 田子天彩
脛男のインタビューで写真撮影をするカメラマン。
女子部員
演 - 森田瑞姫、野﨑莉央
文香の噂話をする陸上部部員。
借金取り
演 - 阿目虎南、荒岡龍星
枝松富士夫の借金を回収しに来たチンピラ。
公民館職員
演 - 松原正隆
スネオと文香の諍いを走って止めに来る。
ファン
演 - もか（第3話）
脛男のサイン会に来たファン。
少年
演 - 末永陽
坂上一香に腕挫十字固をかけられる少年。

##### 第3話
白川梓
演 - 中村静香（第2話・第4話）
現在の白川梓。脛男のサイン会に現れ、あれは自分が書いた小説だ、と告げる。
男
演 - 犬塚マサオ
白川梓と会っていた男性。
本物の白川梓
演 - 岡部渚（第3話写真出演、最終話）
5年前にカナダに移住している。
三宅健太郎
演 - 池田倫太朗（第3話写真出演、最終話）
現在の三宅健太郎。白川と結婚している。

##### 第4話
杉浦崇〈38〉
演 - 橋本淳（第9話・最終話）
現在の杉浦崇。ゲイバーで働いている。源氏名は”おスギ”。
東山
演 - 少路勇介（第2話）
殿山中学の陸上部顧問。フィリピンパブのナーシャというホステスに入れあげており、学校にもしょっちゅう彼女から電話がかかってくる。
店員
演 - 山﨑秀樹
杉浦崇が働いているゲイバーの店員。

##### 第5話
パトリシア・ギブール〈38〉
演 - 石田ニコル
来日したフランスの人気作家。「検事ミッシェル」シリーズで有名。現在のパトリシア。猫魔が大ファンで、新作「漆黒の紫」の版権を狙っている。
安藤房子
演 - 山上優
転校してきたパトリシアの通訳。
マルコ
演 - ロバ
来日したパトリシアのコーディネーター。

##### 第6話
リュシオール優子 / 高城優子〈37〉
演 - 長井短（第9話・最終話）
現在の高城優子。占い処「道なかば」で占い師をしている。
桐生学
演 - 渋谷謙人（第7話・最終話）
「週刊文鳥」の記者。
大田原漸
演 - 山西惇
スランプでここ数年書けていない大御所作家。新しく片山美晴が担当になる。「パティスリー・フナキ」のわらび餅ロールが大好物。紫色と縞々模様が大嫌い。

##### 第7話
志村華〈37〉
演 - 剛力彩芽（第9話・最終話）
現在の志村華。以前は広告代理店に勤めていたが、昨年出産し今はラノベ作家。
森川
演 - 中村シユン
殿山中学の社会科教師。定年間際で熱意がなく教科書を読むだけの授業をしており、彼の授業中は無法地帯と化している。
片山こずえ、安則
演 - ほりゆり、中村純猛
篠宮わかばの両親。わかばの仕事の方針を巡っていつも喧嘩している。
CMディレクター、テレビディレクター、プロデューサー
演 - アフロゴトウ、ゆかわたかし、大寺亜矢子（役名：根本）
篠宮わかばが出演する作品のスタッフ。わかばのわがままに振り回される。

##### 第8話
高峰早智子〈46〉
演 - 笛木優子（第9話・最終話）
ネットで「自分が『春と群青』の真の作者だ」と告白している謎の女性。後に、スネオのクラスに教育実習生として来ていた高峰早智子だとわかる。
看護師
演 - 烏森まど
枝松富士夫が入院した病院の看護師。

##### 第9話
高峰早智子〈21〉
演 - 田辺桃子（最終話）
スネオのクラスを担当した教育実習生。その美貌と清楚で可憐な様子がクラスの男子たちの心をわしづかみにする。だが実は、アメリカのヘビメタバンド”デーモン・ガイズ”の大ファンで、普段は派手な服装とファッションで言葉遣いも荒い。手首にデーモン・ガイズのタトゥーがあることから、スネオは “デーモン早智子”と呼んでいた。
雪丸
演 - 山下永玖
高峰早智子の大学時代の恋人のバンドマン。”デーモン・ガイズ”に憧れてヘビメタバンドをしていたが、最近はV系寄りになっており早智子と喧嘩が絶えない。
高峰早智子の夫
演 - KOH
早智子の元教え子。

##### 最終話
佐藤瑠美子〈37〉
演 - 土村芳（第9話）
現在の佐藤瑠美子。
谷口茜
演 - 辻本みず希
現在の谷口茜。
河野美穂
演 - 樋井明日香
現在の河野美穂。
小竹亮
演 - 五十嵐諒
現在の小竹亮。
麻生達也
演 - 遊佐亮介
現在の麻生達也。
菫（すみれ）
演 - 伊礼姫奈
小説「春と群青」の主人公。公立高校に通う優等生。保健室で知り合った青に惹かれていく。作者の理想の人物像として描かれている。
青（あお）
演 - 佐藤大志
小説「春と群青」の登場人物。菫と同じ高校に通う自由奔放な男子生徒。実はスネオがモデルになっている。
先輩
演 - 三本采香

### スタッフ
- 原作 - 爪切男『クラスメイトの女子、全員好きでした』（集英社文庫刊）[75]
- 脚本 - 森ハヤシ、鈴木裕那、武田雄樹[5]
- 音楽 - 青木沙也果[75]
- 主題歌 - 須田景凪「ユーエンミー」（A.S.A.B）[76]
- 監督 - 綾部真弥、田口桂、松丸博孝[5]
- 選曲 - 石井和之
- アクションコレオグラファー - 森崎えいじ
- チーフプロデューサー - 前西和成[75]
- プロデューサー - 矢部誠人、黒沢淳（テレパック）、東田陽介（テレパック）[75]
- 制作協力 - テレパック
- 制作著作 - 読売テレビ

### 放送日程
| 話数   | 放送日  | サブタイトル         | 脚本     | 監督     |
| ------ | ------- | -------------------- | -------- | -------- |
| 第1話  | 7月11日 | キスとベルマーク     | 森ハヤシ | 綾部真弥 |
| 第2話  | 7月18日 | 空飛ぶスネオ         | 森ハヤシ | 綾部真弥 |
| 第3話  | 7月26日 | 宇宙で一番美しいゲロ | 鈴木裕那 | 田口桂   |
| 第4話  | 8月02日 | アリのままで         | 武田雄樹 | 松丸博孝 |
| 第5話  | 8月09日 | 願いを叶える騎士     | 森ハヤシ | 田口桂   |
| 第6話  | 8月15日 | 最強で最高の相棒     | 鈴木裕那 | 綾部真弥 |
| 第7話  | 8月22日 | 楽しい嘘と包帯男     | 森ハヤシ | 田口桂   |
| 第8話  | 8月29日 | 沈黙のセレナーデ     | 武田雄樹 | 田口桂   |
| 第9話  | 9月05日 | 愛の女神か悪魔か     | 森ハヤシ | 綾部真弥 |
| 最終話 | 9月12日 | 大人になっても       | 森ハヤシ | 綾部真弥 |

- 第3話・第4話は『news zero』拡大放送（23:00 - 翌0:09）のため、10分繰り下げられ、翌0:09 - 1:04に放送された。
- 第5話は『突破ファイル』が同日に宮崎県で発生した震度6弱の地震の影響により、2度にわたり中断（19:00 - 21:20）、さらに『news zero』拡大放送（23:20 - 翌0:29）のため、延べ60分繰り下げられ、翌0:29 - 1:24に放送された。

| 読売テレビ製作・日本テレビ系列 木曜ドラマ         | 読売テレビ製作・日本テレビ系列 木曜ドラマ                      | 読売テレビ製作・日本テレビ系列 木曜ドラマ                                 |
| 前番組                                            | 番組名                                                         | 次番組                                                                    |
| ------------------------------------------------- | -------------------------------------------------------------- | ------------------------------------------------------------------------- |
| 約束 〜16年目の真実〜 （2024年4月11日 - 6月13日） | クラスメイトの女子、全員好きでした （2024年7月11日 - 9月12日） | オクトー 〜感情捜査官 心野朱梨〜 （Season2） （2024年10月3日 - 12月12日） |